# Parè (Colverde)
Parè (Paree in dialetto comasco, AFI: /paˈreː/), è un centro abitato della Lombardia, sede del comune sparso di Colverde, di cui costituisce un municipio. Fino al 3 febbraio 2014 costituiva un comune autonomo.

## Origini del nome
L'attuale toponimo sarebbe una contrazione di precedenti toponimi che indicherebbero una parete rocciosa situata in loco.

## Storia
Il territorio parediense fu certamente abitato da romani, come testimoniato da un corredo funebre del I secolo a.C. riportato alla luce nei pressi di quello che - fino al 2014 - era il confine con Drezzo.
La più antica menzione storica dell'esistenza dell'abitato è del 1276, anno a cui risale un documento in cui si parla di un tal Fridericus de Parede.

Negli Statuti di Como del 1335, "Parede" viene elencato tra i comuni incaricati alla manutenzione della strada "de Cardevio a platea que est ad domos quondam Alberti Zanforgi usque ad Sassum de Cardevio […]".

Mappa dell'ex comune di Parè nella provincia di Como

Il Liber consulum civitatis Novocomi, che include i giuramenti prestati dai consoli del comune dal 1510 al 1540 confermano che la terra di Parè faceva parte della pieve di Uggiate.
Già proprietà degli Umiliati, nel 1571 il territorio di Parè fu venduto alla famiglia degli Odescalchi.
Nel 1652, il comune di Parè ottenne la redenzione dallo Stato di Milano, per la quale ogni quindici anni era tenuto a pagare una cospicua somma in denaro per l'avvenuto riscatto. 
Nel "Compartimento territoriale specificante le cassine" del 1751, all'interno del territorio Parè si trovavano i cassinaggi di Cassina della Valle, Oreghello, Rossedo, Lora, Molino del Vajo e Bernaschina. In seguito alla "Riforma al governo della città e contado di Como" da parte del Ducato di Milano, Parè e le comunità della pieve di Uggiate entrarono a far parte del Territorio civile della città di Como.
Nel 1777 Maria Teresa d'Austria concesse il comune in feudo al cittadino comasco Carlo Rossini de' Bononi (o Bonomi o de' Bonomi). Quando poi la Lombardia austriaca fu divisa in province, il comune di Parè fu confermato all'interno della pieve di Uggiate e della Provincia di Como.
In età napoleonica il comune di Parè fu soppresso e unito a quello di Gironico, al quale furono aggregati anche quelli di Drezzo e di Montano. Questa unione durò sino al 1816 quando fu ripristinata la situazione precedente.
Nel 1894 il Ministero dell'Interno respinse una proposta di accorpare la località di Bernaschina al territorio comunale di Camnago.
Nel 1928 i comuni di Parè, Drezzo e Cavallasca furono fusi in un unico comune, denominato Lieto Colle (nome che sembrerebbe essere stato suggerito da Margherita Sarfatti, ai tempi amante di Mussolini e proprietaria della villa del Soldo a Cavallasca). La sede del municipio di Lieto Colle era a Parè. Nonostante le rassicurazioni dei podestà di Cavallasca e Drezzo rispetto al beneplacito della popolazione, dopo la Liberazione emerse subito il malcontento degli abitanti per l'unione; fu così che, nel 1956, il comune di Lieto Colle fu soppresso, ricostituendo i tre comuni originari.
Il 21 gennaio 2014, i comuni di Drezzo, Gironico e Parè sono stati aggregati nel nuovo comune di Colverde, in seguito all'esito positivo del referendum consultivo tenutosi il 1º dicembre 2013.

### Simboli
Lo stemma e il gonfalone del Comune di Parè erano stati concessi con decreto del presidente della Repubblica del 18 gennaio 2006.
Stemma
Gonfalone

## Monumenti e luoghi d'interesse

### Architetture religiose

#### Chiesa di San Giovanni Battista

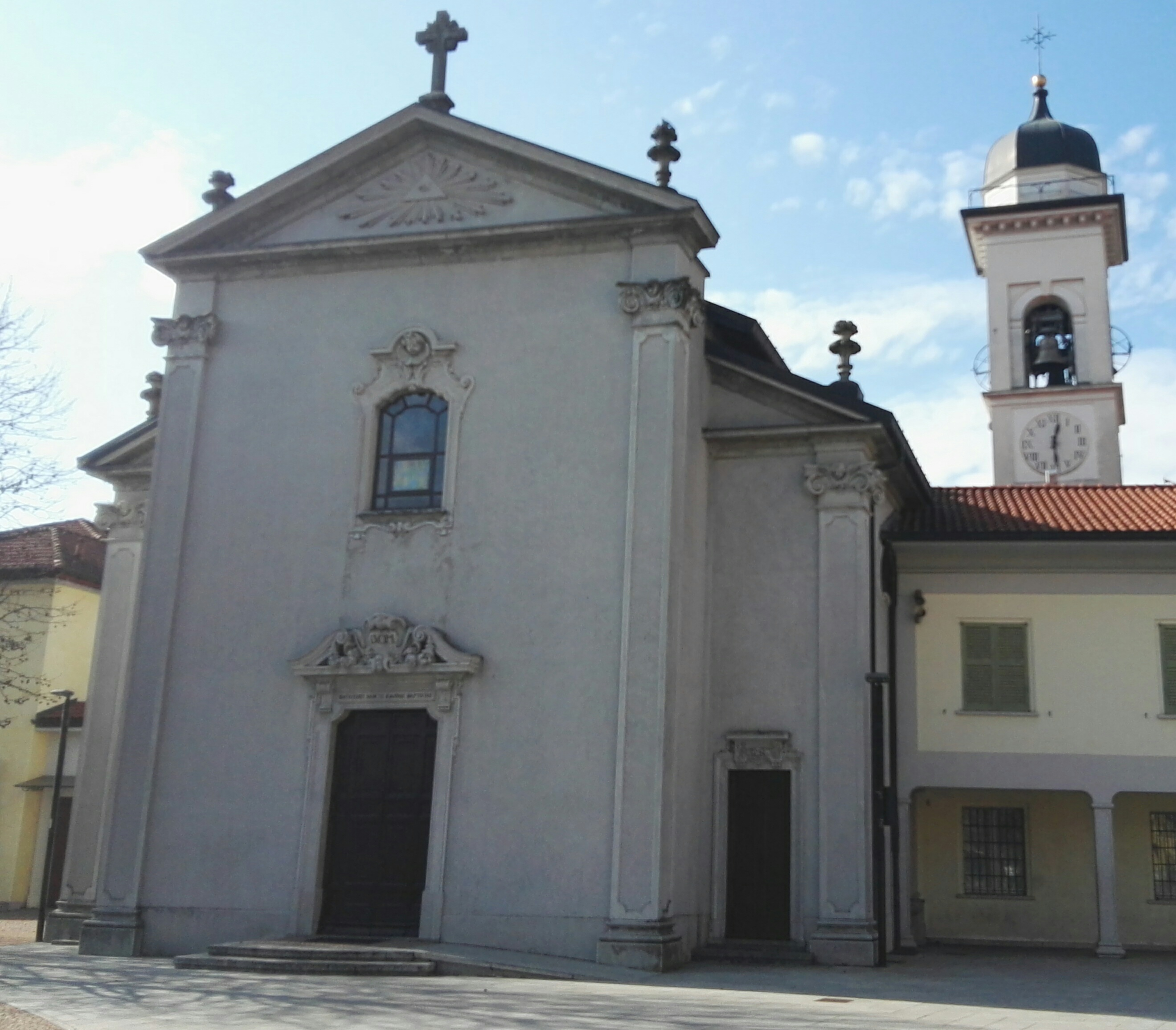
Chiesa di San Giovanni Battista

La chiesa di San Giovanni Battista fu costruita agli inizi del XVII secolo, al posto di una precedente cappella già alle dipendenze della pieve di Uggiate. La chiesa fu elevata alla dignità di parrocchiale nel 1624, anche se la più antica menzione storica della parrocchia di Parè si trova in un documento anteriore, datato 1515. Al suo interno, la chiesa contiene affreschi del Seicento e una tela raffigurante la Madonna del Buon Consiglio di Genazzano - donata nello stesso secolo dagli Odescalchi - verso la quale il paese nutre una forte devozione. La tela è conservata nella prima cappella di destra, situata di fronte alla cappella del fonte battesimale. Altre due cappelle laterali si trovano ai piedi del presbiterio; di queste ultime, la cappella di sinistra è dedicata alla famiglia di Innocenzo XI. La pala dell'altare maggiore raffigura una Natività di San Giovanni Battista. Nel 1946 la chiesa fu restaurata (la decorazione fu affidata ai fratelli Conconi) e riconsacrata. Il 10 gennaio 2010 con la presa di possesso del nuovo parroco, don Sergio Bianchi, nasce la Comunità Pastorale di Parè e Drezzo.

#### Altre architetture religiose
- Cappella di Villa Salvioni (ante 1930),[6] in stile neoclassico

### Architetture civili

#### Villa Odescalchi
Sin dal 1537 gli Odescalchi avevano possedimenti agricoli a Parè, dove dal 1646 è attestata una residenza di campagna appartenente alla stessa famiglia.
Nella dimora, che oggi si presenta in stile barocco, soggiornò anche un giovane Benedetto Odescalchi, diventato poi papa con il nome di Innocenzo XI. Dopo la morte della madre, avvenuta in loco durante la peste del 1630, la dimora venne amministrata fino al 1674 da Carlo Odescalchi, fratello del papa.
Nel 1756, gli ultimi eredi Odescalchi cedettero la villa a Carlo Rossini Bononi. In seguito, la villa appartenne dapprima ai Ricignolo (o Riccignolo) e poi ai Cetti, prima di essere frazionata in più unità immobiliari. 
Il portale del palazzo, con la sua incompiuta esedra scenografica, era raffigurato sul vecchio stemma comunale di Parè.
L'esedra introduce un giardino, chiuso a nord-ovest da un primo corpo di fabbrica a due piani nel quale si apre un portale barocco. Un secondo e più alto corpo di fabbrica, dotato di impianto ad "L", si trova alle spalle del precedente. I due corpi sono disposti in maniera tale da formare una "U" rivolta verso sud-ovest, la quale racchiude un cortile. Sul lato occidentale del cortile, un porticato introduce a uno scalone posizionato all'interno del secondo corpo di fabbrica, in prossimità dell'angolo formato dai due bracci della "L".

#### Villa Salvioni
Lungo la strada che collega Parè e Cavallasca si trova Villa Salvioni, situata nella località detta Rosseè. La villa è disposta ai piedi di un terrazzamento che, da immagini risalenti agli anni 1920, risultava essere ricco di vigneti.
Nella proprietà di Villa Salvioni rientrano anche la cosiddetta "area umida" di Parè (inserita nel Parco regionale Spina Verde) e l'antico acquedotto della località Rosseè.

#### Altre architetture civili
- Villa Barelli,[25] situata nella località chiamata Lora[29]

## Società

### Evoluzione demografica
Demografia pre-unitaria
- 1751: 320 abitanti[30]
- 1771: 252 abitanti[31]
- 1799: 250 abitanti[32]
- 1805: 273 abitanti[32]
- 1809: 235 abitanti (prima dell'aggregazione a Gironico)[32]
- 1840: 370 abitanti
- 1853: 409 abitanti[33]

Demografia post-unitaria
Abitanti censiti

## Economia
Di un passato di tradizione agricola, che per qualche tempo diede a Parè una certa notorietà per la produzione di vino bianco, rimangono alcune attività florovivaistiche e poco altro. Nonostante sul territorio siano presenti alcune attività artigianali e un'industria tessile, numerosi sono i pendolari che convergono su Como, così come i frontalieri.

## Curiosità
- Il 21 novembre 2010 il giovane Saverio Di Giacomo ha compiuto l'impresa di attraversare l'Italia a piedi. Il ragazzo è partito da Parè per arrivare a Canicattini Bagni, in provincia di Siracusa il 3 gennaio 2011 percorrendo circa 1.600 km per far visita alla tomba del nonno.[36].
- Il territorio confina a nord con il punto più a sud della Svizzera, visibile dal parco regionale Spina Verde.

### Annotazioni
1. ↑  Per il dialetto comasco, si utilizza l'ortografia ticinese, introdotta a partire dal 1969 dall'associazione culturale Famiglia Comasca nei vocabolari, nei documenti e nella produzione letteraria.
2. ↑   motivo per cui, all'inizio degli anni Duemila, la villa risultava nota anche come "palazzo Cetti"

### Fonti
1. ↑  Dato Istat - Popolazione residente al 31 dicembre 2010.
2. ↑  Mancini, Colverde [...] una sola storia, pp. 43-44
3. ↑   Classificazione sismica (XLS), su rischi.protezionecivile.gov.it.
4. ↑   AA. VV., Dizionario di toponomastica. Storia e significato dei nomi geografici italiani., Milano, Garzanti, 1996,  p. 473, ISBN 88-11-30500-4.
5. 1 2  Mancini, Colverde [...] una sola storia, p. 8
6. 1 2 3  Manzoni, Parè, p. 35.
7. 1 2 3 4 5 6   SIUSA - Comune di Parè, su siusa.archivi.beniculturali.it. URL consultato il 12 febbraio 2020.
8. 1 2 3  Borghese, p. 356.
9. ↑  Manzoni, Parè, p. 36.
10. ↑  Mancini, p. 19.
11. 1 2 3 4 5  Manzoni, Parè, p. 38.
12. ↑   Le origini di Parè, su mycolverde.it. URL consultato il 5 gennaio 2024.
13. ↑  Castiglioni, Colverde [...] una sola storia, p. 123
14. ↑   Parè (Como) D.P.R. 18.01.2006 concessione di stemma e gonfalone, su presidenza.governo.it. URL consultato il 17 settembre 2021.
15. ↑   Chiesa di S. Giovanni Battista - complesso, Piazza della Chiesa - Parè (CO) – Architetture – Lombardia Beni Culturali, su lombardiabeniculturali.it. URL consultato il 12 febbraio 2020.
16. ↑  Manzoni, Parè, p. 35.
17. ↑   SIUSA - Parrocchia di S. Giovanni Battista in Parè, su siusa.archivi.beniculturali.it. URL consultato l'11 maggio 2024.
18. ↑  Mancini, p. 145.
19. ↑   Villa Odescalchi - complesso, Piazza Garibaldi 2 - Parè (CO) – Architetture – Lombardia Beni Culturali, su lombardiabeniculturali.it. URL consultato il 12 febbraio 2020.
20. 1 2  Mancini, Colverde [...] una sola storia, p. 60
21. ↑  TCI, Guida d'Italia [...], p. 284.
22. 1 2 3 4  Langè, p. 309.
23. 1 2  Mancini, Colverde [...] una sola storia, p. 61
24. ↑  Mancini, Colverde [...] una sola storia, pp. 62-63
25. 1 2 3 4 5 6  Manzoni, Arte: ville e chiese, p. 47.
26. ↑  Manzoni, Arte: ville e chiese, p. 47.
27. ↑  Belloni et al., p. 249.
28. ↑   Villa Odescalchi, su lombardiabeniculturali.it.
29. 1 2  Mancini, Colverde [...] una sola storia, p. 63
30. ↑   Comune di Parè, sec. XIV - 1757 – Istituzioni storiche – Lombardia Beni Culturali, su lombardiabeniculturali.it. URL consultato il 2 maggio 2020.
31. ↑   Comune di Parè, 1757 - 1797 – Istituzioni storiche – Lombardia Beni Culturali, su lombardiabeniculturali.it. URL consultato il 2 maggio 2020.
32. 1 2 3   Comune di Parè, 1798 - 1809 – Istituzioni storiche – Lombardia Beni Culturali, su lombardiabeniculturali.it. URL consultato il 2 maggio 2020.
33. ↑   Comune di Parè, 1816 - 1859 – Istituzioni storiche – Lombardia Beni Culturali, su lombardiabeniculturali.it. URL consultato il 2 maggio 2020.
34. ↑  Statistiche I.Stat - ISTAT;  URL consultato in data 28-12-2012.
35. ↑  Manzoni, Parè, pp. 38-39.
36. ↑  Giornale di Siracusa 03/01/2011 Archiviato il 10 marzo 2011 in Internet Archive.